# Cornelis Jacobus Gorter
Cornelis Jacobus Gorter, född 14 augusti 1907 i Utrecht, Nederländerna, död 30 mars 1980 i Leiden, var en nederländsk experimentell och teoretisk fysiker. Bland annat upptäckte han paramagnetisk avslappning och var pionjär inom lågtemperaturfysik.
Han var professor i fysik vid Universitetet i Leiden och chef för Kamerlingh Onnes laboratorium vid samma lärosäte. Han invaldes 1958 som utländsk ledamot av svenska Vetenskapsakademien. 

## Biografi
Efter studentexamen i Haag studerade Gorter fysik vid Universitetet i Leiden och disputerade med avhandlingen Paramagnetische Eigenschaften von Salzen ("Paramagnetiska saltegenskaper") färdigställd under handledning av Wander de Haas. Från 1931 till 1936 arbetade han vid Teylers Stichting i Haarlem och från 1936 till 1940 vid Universitetet i Groningen, innan han blev professor vid Amsterdams universitet som efterträdare till Pieter Zeeman. År 1946 återvände han till Leiden som professor och från år 1948, som efterträdare till De Haas, ledde Gorter Kamerlingh Onnes Laboratory där han stannade där till sin pensionering 1973. Han dog i Leiden 1980, efter att ha lidit i flera år av Alzheimers sjukdom. Bland hans doktorander finns Nicolaas Bloembergen och Bert Broer.

## Vetenskapligt arbete
År 1936 upptäckte han paramagnetisk avslappning men missade emellertid upptäckten av kärnmagnetisk resonans (även känd som kärnspinnresonans), som beskrevs av Joan Henri Van der Waals.
Tillsammans med Hendrik Casimir utformade han en tvåvätskemodell för att förklara supraledning med termodynamik och Maxwells ekvationer. Casimir beskrev deras samarbete i en av sina böcker. "Gorter-modellen" för en andra ordningens fasövergång är från denna period av hans karriär, liksom klargörandet av Senftlebeneffekten (förändring av viskositet och värmeledningsförmåga hos paramagnetisk gas i ett magnetfält).
Gorter studerade många aspekter av antiferromagnetism i CuCl2·2H2O. Tillsammans med Johannes Haantjes utvecklade han en teoretisk modell av antiferromagnetism i ett dubbelgitterämne. Efter andra världskriget arbetade han med flytande helium II och utvecklade teorin som nu är känd som Coulomb-blockad, ökningen av elektrisk resistans i metallfilmer vid låga temperaturer. Gorter-Mellink-ekvationen beskriver den ömsesidiga friktionen mellan två vätskor i flytande helium II.